# Anton Carl Luplau

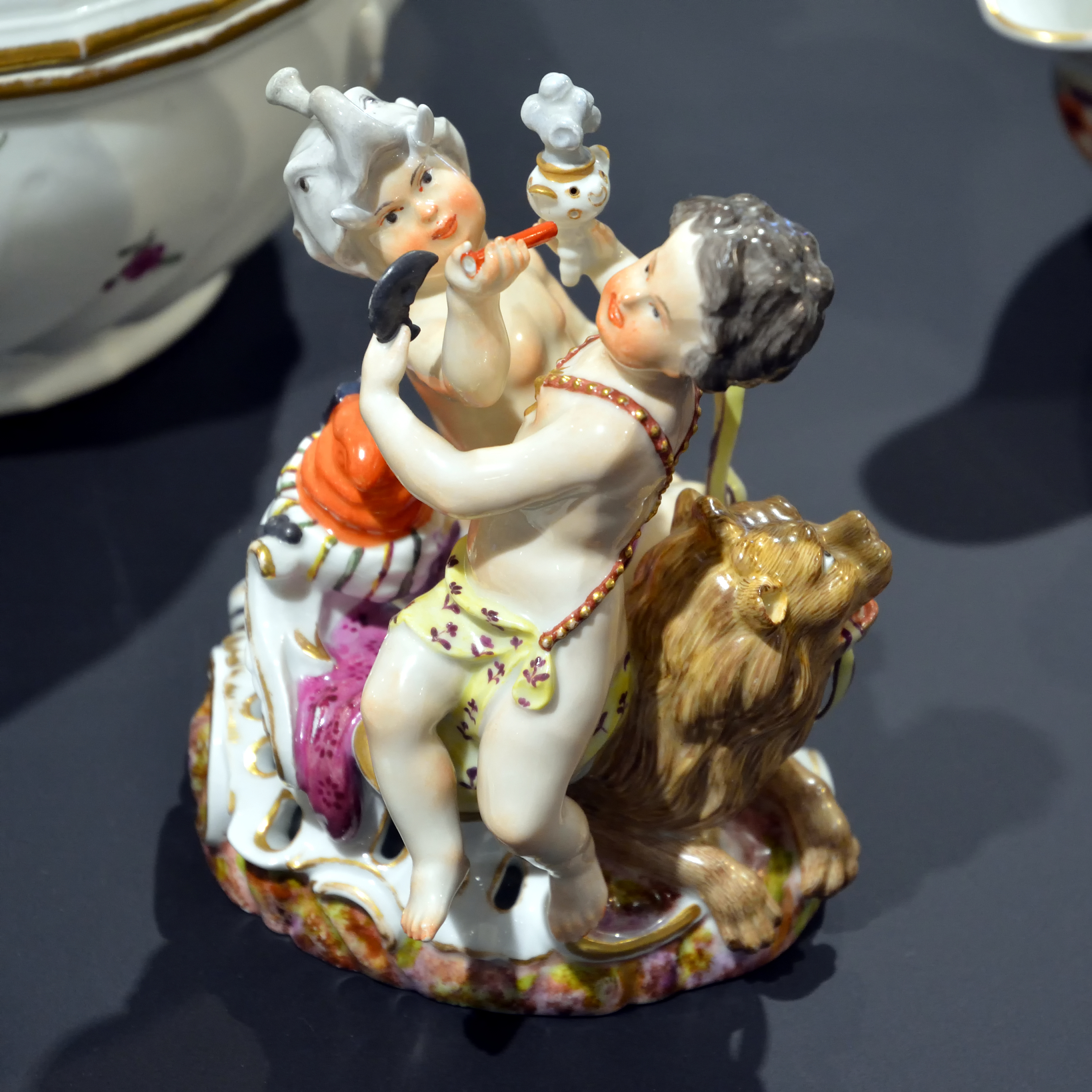
„Die vier Theile der Welt“

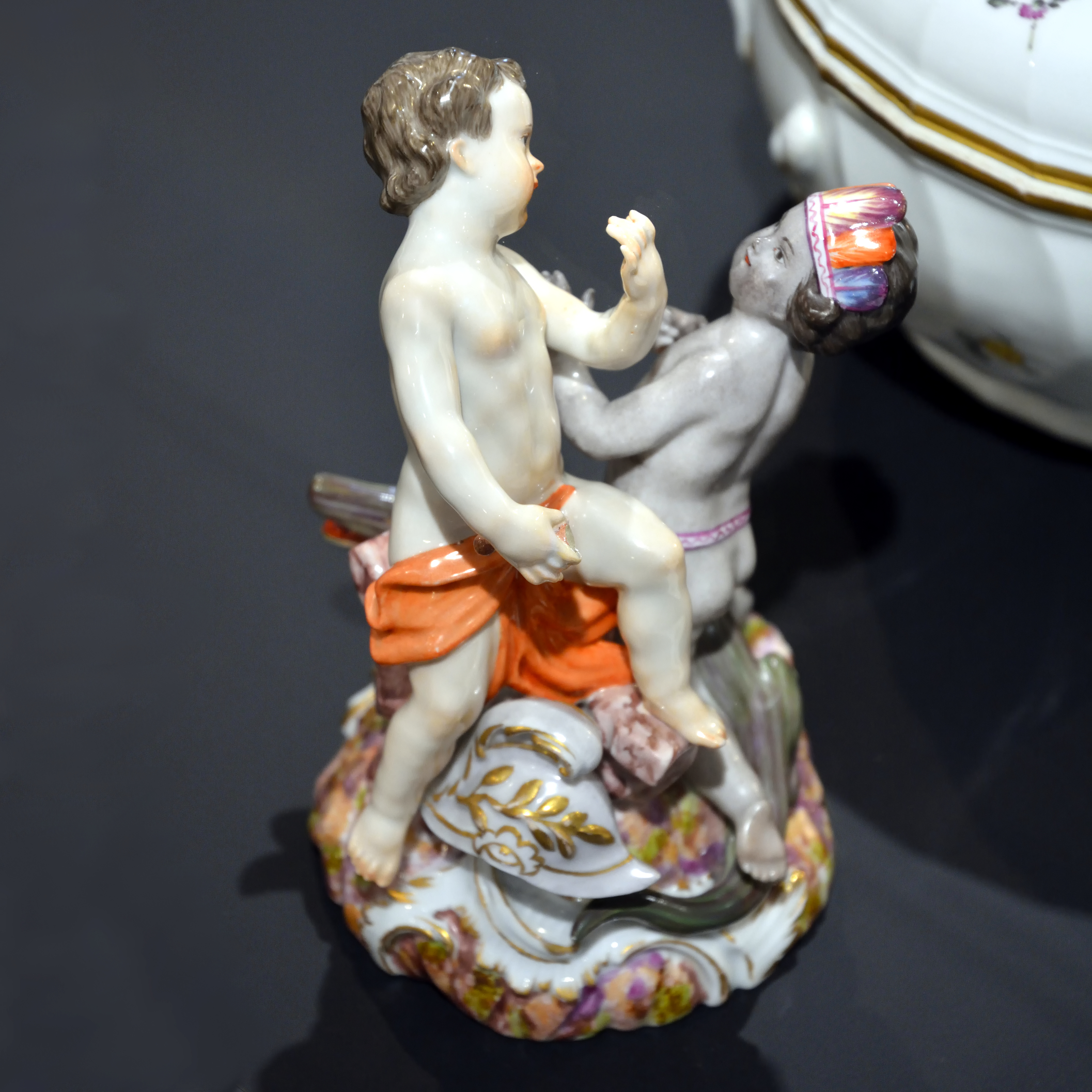
„Die vier Theile der Welt“

Anton Carl Luplau (* 1745 in Blankenburg, Harz; † 1795 in Kopenhagen) war ein deutscher Porzellan-Bossierer und Modelleur. Er war an den Porzellanmanufakturen in Fürstenberg und Kopenhagen tätig.

## Leben
Der Sohn eines herzoglich-braunschweigischen Fasanenmeisters begann 1759 unter Hans Simon Feilner eine Bossiererlehre an der Porzellanmanufaktur Fürstenberg, wo sein Bruder Christian seit 1757 als Malerlehrling tätig war. Er arbeitete 1762 im Zweigbetrieb für Buntmalerei in Braunschweig, bevor er im Juli 1763 seine Lehre als Bossierer in Fürstenberg fortsetzte. Im Jahre 1766 floh Luplau nach Kassel, fand an der dortigen neu gegründeten Porzellanmanufaktur jedoch keine Anstellung. Er kehrte nach Fürstenberg zurück und schloss dort 1767 seine Lehre ab. Während seiner Lehrzeit befasste sich Luplau insbesondere mit der Verkleinerung bestehender Figurenserien, darunter die Große Bergbande von Hans Simon Feilner. Er war 1774 in Braunschweig für die Manufaktur tätig. Luplau sandte am 15. Januar 1776 ein Anstellungsgesuch an die Porzellanmanufaktur Kopenhagen, das positiv beschieden wurde. Dort schuf er Figurengruppen, Prunkvasen, Potpourrivasen und vermutlich auch Modelle für das Flora-Danica-Service.

## Werk (Auswahl)
Während seiner Tätigkeit in Fürstenberg gestaltete Luplau ca. 100 Figuren, darunter Kopien von Modellen aus Meißen und Sèvres. Als Vorbilder dienten ihm auch Elfenbein- und Bronzeplastiken aus der herzoglichen Kunstsammlung. Themen seiner Figurengruppen waren u. a. römische und germanische Soldaten, Schäferszenen, Jahreszeiten, Kinder, Götter und Komödianten. Er modellierte exotische Figuren, wie z. B. einen Sultan und eine Sultanin, ein Japanerpaar mit Affen und Papagei und eine Figurenserie in russischer Tracht. Eines seiner bekanntesten und originellsten Modelle ist die Flohsucherin.
- Zwei schachspielende germanische Fürsten, 1772, LWL-Museum für Kunst und Kultur, Münster
- Zwey alte teutsche Soldaten mit einem Schachspiel (Bezeichnung nach der Brandliste), 1772, Herzog Anton Ulrich-Museum, Braunschweig
- Die vier Theile der Welt, Europa, Amerika mit dem Krokodill, Modell Nr. 250, Figurengruppe aus der Folge Die vier Theile der Welt, 1773, Museum Schloss Fürstenberg
- Büste des Vespasian, Biskuitporzellan, 1774, Herzog Anton Ulrich-Museum, Braunschweig
- Bildnisbüste Sophie Caroline Marie, Markgräfin von Brandenburg-Bayreuth, 1774, Klassik Stiftung Weimar, Kunstsammlungen
- Porträt-Medaillon Moses Mendelssohns, 1776
- Büste des Voltaire, Miniaturbüste, Biskuitporzellan, 1786, Kulturgeschichtliches Museum Osnabrück